# Alta Val Tidone
Alta Val Tidone é uma nova comuna italiana da região da Emília-Romanha, província de Placência, que nasceu em 1 de janeiro de 2018 da união das comunas de Caminata, de Nibbiano e de Pecorara.
Bobbio, Borgonovo Val Tidone, Canevino (PC), Golferenzo, Pianello Val Tidone, Piozzano, Romagnese (PV), Ruino (PV), Santa Maria della Versa (PV), Travo, Volpara (PV), Zavattarello (PV), Ziano Piacentino
Um referendum popular, ocorrido em 28 de maio de 2018 e terminado positivamente (887 à favor e 450 contra) começou o iter que deu origem à fusão das comunas.